# ハープサルの思い出

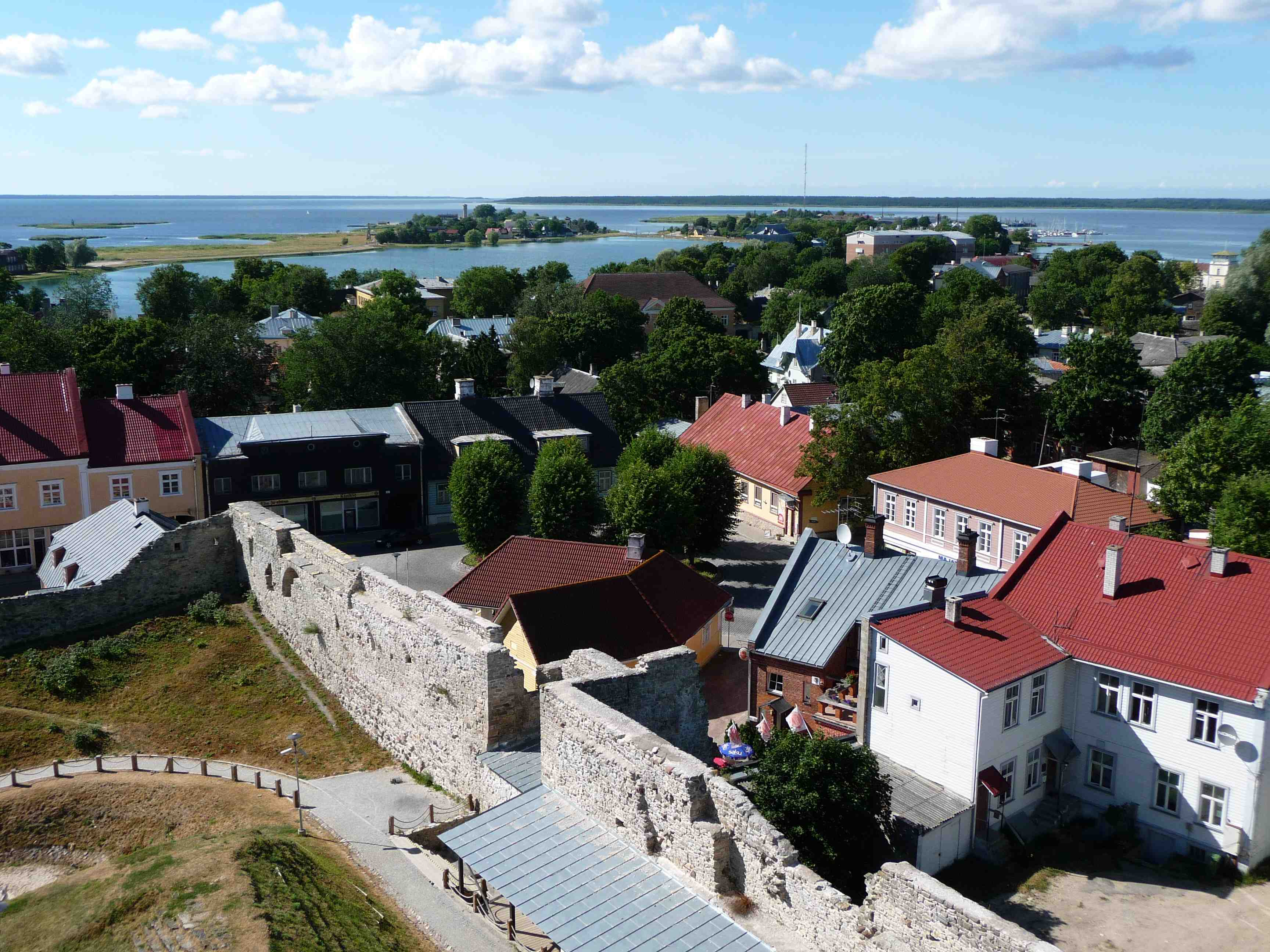
ハープサルの風景。

『ハープサルの思い出』（仏: Souvenir de Hapsal） 作品2は、ピョートル・チャイコフスキーが1867年に作曲したピアノ組曲。作曲者初の連作ピアノ曲集である。

## 概要
1867年の夏季をフィンランドで過ごそうと弟のアナトーリと共に出発したチャイコフスキーであったが、資金難により妹アレクサンドラの義母を頼ることになった。その場所は当時ロシア帝国領であったハープサル（現エストニア領）であり、弟のモデストが滞在中だった。本作の名称は同地滞在中に作曲されたことに由来する。曲はアレクサンドラの義理の姉妹にあたるヴェラ・ダヴィドヴァに献呈されている。ダヴィドヴァは同地でチャイコフスキーに夢中になるが、その恋は人嫌いの彼が自分を責めただけに終わった。
第2曲「スケルツォ」の初演は1868年2月27日にニコライ・ルビンシテインによって行われている。指揮者のマックス・エルトマンスデルファーは第3曲「無言歌」にオーケストレーションを施している。チャイコフスキーもこれを気に入っており、自らの手で指揮を行ったほどであった。

## 演奏時間
約12分。

## 楽曲構成
組曲は3曲のピアノ小品からなる。

### 第1曲
「城の廃墟」 （Ruines d'un chateau） Adagio mysterioso 2/4拍子 ホ短調
重い足取りで荒れ果てた城の情景を描く（譜例1）。
譜例1
中間部はアレグロ・モルト、6/16拍子に転じ、陽気な盛り上がりをみせる。カデンツァ風の技巧的パッセージで中間部を終えると、譜例1が回帰してそのまま静かに閉じられる。

### 第2曲
「スケルツォ」 （Scherzo） Allegro vivo 3/8拍子 ヘ長調
ロベルト・シューマンを連想させるようなスケルツォ。過去に作曲した作品を基にしている。譜例2により軽やかに開始する。
譜例2
トレモロが印象的な中間エピソードを挟んで譜例2が繰り返されると、変イ長調のトリオに至る。スケルツォへと復帰し、最後はクワジ・アンダンテで一度勢いを抑えてから冒頭のテンポに戻って駆け抜ける。

### 第3曲
「無言歌」 （Chant sans paroles） Allegretto grazioso e cantabile 3/4拍子 ヘ長調
広く知られた本作は、作曲者の最初の成功作ということができる。穏やかな雰囲気に開始する（譜例3）。
譜例3
譜例3を繰り返した後、その中の16分音符の音型を用いた展開を挟んで再び譜例3を奏する。2つの声部がカノン風に掛け合いを行うニ短調のエピソードが続き、最後は譜例3を回想しつつ弱音で組曲に幕を下ろす。